# Луиз Џејмсон
Луиз Марион Џејмсон (енгл. Louise Marion Jameson; Ванстед, 20. април 1951) је британска глумица. Џејмсонова је најпознатија по улози Лиле у научно-фантастичној серији Доктор Ху.